# 3-Hexin
3-Hexin ist eine chemische Verbindung aus der Gruppe der Alkine und ein Konstitutionsisomer zu 1-Hexin und 2-Hexin. Es besitzt das Grundgerüst des Hexans mit einer C-C-Dreifachbindung an der 3-Position.
3-Hexin (Diethylethin) gehört mit 5-Decin (Dibutylethin), 4-Octin (Dipropylethin) und 2-Butin (Dimethylethin) zu den symmetrischen Alkinen.

## Gewinnung und Darstellung
3-Hexin kann durch Reaktion von Natriumbutinid mit Bromethan gewonnen werden.

## Eigenschaften
3-Hexin ist eine bei Raumtemperatur flüssige, farblose Verbindung, die bei 81 °C siedet.